# Deignans prinia
Deignans prinia (Prinia polychroa) is een zangvogel uit de familie Cisticolidae. De Nederlandse naam verwijst naar de Amerikaanse ornitholoog Herbert Girton Deignan (1906-1968) die uitgebreid onderzoek heeft gedaan naar deze vogel.

## Verspreiding en leefgebied
Deze soort komt voor in het zuidoosten van Azië en telt twee ondersoorten:
- P. p. polychroa: Java.
- P. p. deignani: Thailand, Laos en Cambodja

## Status
De grootte van de populatie is niet gekwantificeerd maar de soort wordt omschreven als vrij schaars. Op de Rode lijst van de IUCN heeft deze soort de status niet bedreigd.